# リクテイミア・コリンビフェラ
リクテイミア・コリンビフェラ Lichtheimia corymbifera (Cohn) Vuill., 1903 はケカビ目の菌類の1つ。長らくユミケカビ属の種 Absidia corymbifera として知られてきた。植物質や土壌などからも普通に見つかるが、高温耐性があり、人体に感染症を起こすことがあることでも知られている。

## 概説
このカビは普通に土壌などから分離されるもので、匍匐菌糸を伸ばし、その側面に束状に胞子嚢柄を着け、丸い胞子嚢の基部には円錐形のアポフィシスを着けるなど、ユミケカビ属と共通の特徴が多い。しかしながら匍匐菌糸の頂端にも胞子嚢を着けること、接合胞子嚢を覆う付属突起がないことなどの異なる点も知られ、その所属には議論が多く、ごく近年になって頭記の学名となってひとまずは落ち着いたところである。
またこの菌は高温耐性があり、近縁の種と共に人に感染していわゆる接合菌症、ムコール症などと呼ばれる感染症の原因となることが知られており、その面でも注目されてきた。

## 特徴
Ellis & Hesseltine(1966)による記載は以下のようなものである。

### 栄養体
腐生菌として通常の培地でよく生育する。合成ムコール培地、25℃での培養ではコロニーは綿毛状になり、高さ1.5cmに達するものもあれば3～5mmにしかならない株もある。成長は早く、3日目には胞子形成がコロニーの周辺で始まる。ただしコロニーはペトリ皿の全域にまで広がらない場合がある。匍匐菌糸を出し、匍匐菌糸は径5～17μm、無色から時間経過で僅かに着色し、所々に隔壁を生じ、また時として先端が大型の頂生する胞子嚢で終わる。また匍匐菌糸の膨らんだところから仮根状菌糸を出すことがあり、仮根状菌糸は径12μm、長さは370μmに達することもある。
コロニーの色は灰緑色系で匂いは特にない。厚膜胞子は形成されない。0.25×0.5mmほどの巨大細胞がコロニーのペトリ皿の縁沿いの気中菌糸に形成されることがある。

#### 温度と成長
本種は高温耐性があるのが特徴の1つであるが、例えば温度と成長率の関係を見た実験では最も成長率が高いのが35℃から40℃の間にあり、50℃では成長は見られなかったものの45℃を越えても多少の成長が見られるとの結果が得られている。

### 無性生殖
無性生殖は大型の胞子嚢内に形成される胞子嚢胞子による。胞子嚢柄は長さ83～450μm（ただし短い方は40μm、長い方は500μmまで）、径4～8μm（3～13μm)で、ほとんどは匍匐菌糸から出るが、時に基質菌糸から出る例もある。無色から明るい黄褐色、またアポフィシスの近くでは僅かに青みを帯びた灰色になる。柄の表面は滑らかか僅かに凹凸があり、多くは真っ直ぐだが小さい胞子嚢を着けるものでは時に曲がり、あるいは巻き蔓状になる。典型的には隔壁を生じないが、希に基部近くに隔壁を生じる。匍匐菌糸上に単独で生じるものから頂生の大型の胞子嚢の下に最大7本まで束になって生じる例まである。普通は枝分かれを生じないが希には分枝する。屈光性は示さない。
胞子嚢は径(12-)20～35(-44)μm、匍匐菌糸の先に頂生したものでは最大で68μmに達する。初期には透明で、成熟すると灰色、あるいは暗灰色になり、表面が光を反射する。形は洋なし型からやや先端が平らな形になり、多数の胞子を含む。胞子嚢壁は透明で、表面は滑らかか僅かに凸凹があり、成熟すると溶け崩れる。小型のものの一部を除いて直立して上を向く。柱軸は径16～27μm、匍匐菌糸に頂生するものでは62.5μmまで、大型のものでは典型的には球形から短卵形、小さいものではより細長くなり、さじ型や円錐形で先端から疣状の突起が出ることがよくある。柱軸の基部にはエリ状の付属物があり、大きいものの場合には接続部が線状に残る。胞子嚢胞子は3～6.5×2.5～5μmで、その形は変異があり、亜球形、短卵形、卵形などであるが大多数は短卵形であり、無色か明るい灰色で表面は滑らか。

### 有性生殖
有性生殖は配偶子嚢接合から接合胞子が形成されることにより、同株不和合性であるために適合した株が接触した時に形成される。接合胞子嚢は径41～83.5、最大で94μm、壁は厚く、その表面は多少の凹凸があり、1～数個の幅広い帯状の稜が取り巻くようにあり、ただし完全に一周するようなことはない。概形としては球形か、あるいは支持柄に対して垂直方向に僅かに扁平になっている。色は明るい褐色で内部には大きな油滴がある。支持柄は2つとも同型かあるいはほぼ同型で、一方が僅かに幅広いことが多い。また突起などは生じない。

## 分布と生育環境
分布はごく広く、ほぼ世界中に渡ると考えられる。Ellis & Hesseltine(1966)の本種の分離源に関する記述では北アメリカ、メキシコ、ブラジル、韓国、中国、日本、フィリピン、インド、アフガニスタン、ニューギニア、スーダン、ニュージーランドなどの地名が並んでいる。分離源も山林や畑地、あるいは道ばたなど様々な土壌サンプル、麹やイースト、食品、ヒトや動物の病変部、さらには空気中から混入した例もある。
Ellis & Hesseltine(1966)は本種が誤同定された例がきわめて多く、特にユミケカビ属(彼らは本種をこの属に含めて扱った)では群を抜いて多いことに触れ、その理由として病原性があることと同時にこの種がきわめて普遍的に存在すること(this species is most common)によるとしている。

## 経緯
本種はケカビ属の種 Mucor corymbifer としてLichteim によって1884年に記載された。これは人間の病原体として分離されたもので、更にこれを他の動物、特にウサギに感染させることにも成功した。Vuillemin は1903年に本種をタイプ種として新属を立て、Lichtheimia corymbifera とした。他方でユミケカビ属 Absidia は van Tieghem によって1876年に記載された属であるが、Saccardo & Trotter が1912年に本種をここに移し、Absidia corymbifera とした。他にも単独で新種として記載され、本種のシノニムであると判断されたものが幾つかある。
Ellis とHesseltine による1960年代のユミケカビ属の総説において、彼らはユミケカビ属を2つの亜属に分けることを提案し、本種は subgenus Mycocladus に含められた。この亜属の特徴として挙げられているのは接合胞子嚢の特徴で、標準的なユミケカビ属においては接合胞子嚢を両側から支える支持柄から枝状の突起が出て接合胞子嚢を粗く包むようになるのに対して、この亜属に含まれるものではそのような突起が生じず、接合胞子嚢は裸出することとしている。彼らはまた、それ以外の特徴でも違いがあるとしており、それは以下のようなものであった。
- 匍匐菌糸が往々にして頂生の大型の胞子嚢で終わること。一般のものでは先端は成長を続ける。
- 標準的なものでは胞子嚢は匍匐菌糸の側面から出るが、その際には一纏まりで複数が出るか、あるいは輪生状の形をとる。この亜属のものでは頂生の胞子嚢の他に匍匐菌糸の側面から胞子嚢を出すことも多いが、そのような特徴が不明確で不規則に出る傾向が見られる。
- 標準的なものでは体温程度の温度では成長が見られず、接合胞子の形成も室温で見られる。この亜属のものではより高温で成長し、接合胞子も31℃で形成される。

この判断は長らく認められてきたが、分子系統の情報が利用されるようになるとこのような無性生殖器官、有性生殖器官の形態的特徴に基づく分類が系統関係を余り反映していないことが判明し、分類体系が大きく見直されることとなった。ユミケカビ属に関しても本菌を含む上記の亜属 Mycocladus のものはそれ以外のユミケカビ属のグループと系統的に大きく離れていることが判明し、これを独立させてリクテイミア属 Lichtheimia とすることとなった。

## 分類、類似種など
上記のようにこの種の分類に関しては混乱が多いが、現時点ではリクテイミア属は独立の属と認められている。この属の分類上の位置に関しては、Hoffmann et al.(2013) によるとユミケカビ属とははっきり異なる纏まりを成し、ディコトモクラディウム属 Dichotomocladium を姉妹群とする1つのクレードを形成するとの結果が出ており、これを纏めてリクテイミア科 Lichtheimiaceae とすることが提唱されている。
リクテイミア属には数種が含まれると思われるが、それに関しては新種の報告もあり、明確にはなっていないようである。そんな中で本種と最も似ているのは L. ramosa(=Absidia ramosa)である。この2種は特によく似ており、Ellis とHesseltine によるユミケカビ属の総説においてもこの2種だけを別に纏めて論じている。この2種は本属の特徴を共有するのは当然であるが、胞子嚢や柱軸の形、小型の胞子嚢の柄が巻き蔓状に曲がる傾向、病原性なども含めて類似点が多く、適合する配偶型の株を接近させた場合には有性生殖的な反応を強く見せることなどからも両者の類縁が強いことを示していると考えられる。違いとしては本種の胞子嚢胞子の形が基本的には卵形ではあるが形と大きさに変化が大きく、時に球形のものが混じるのに対してこの種ではやはり胞子の胞子の形に変化が多いものの球形のものは見られない点が上げられている。

## 病原性
本種は人体へのこの類による病状、いわゆるムコール症 Mucormycosis の病原菌として古くからよく知られてきた。例えばEllis & Hesseltine(1966)では本種と上記の L. ramosa 、それにMucor pucillus（現在のRhizomucor pucillus）およびクモノスカビ属の数種でムコール症の原因菌の大半を占める、としており、この二人は別のところでは本種と L. ramosa を合わせて1種として見た場合、その病原体としての重要性は Aspergillus fumigatus に次ぐ、とも述べている。多くは皮膚の、あるいは肺の病変を起こし、時にはRhino-眼窩-脳ムコール症や伝染性の感染を引き起こす。
本種を中心とする本属菌によるムコール症の出現には地域差があり、いずれにせよムコール症の主原因となるのはクモノスカビ属のものではあるが、アメリカでは本属菌が原因となったのが5％で、それに対してヨーロッパにおいては19～29％に達した。これらの大部分が本種によるもので、ヨーロッパの例では本属と同定された株の84％が本種で、アメリカでは全てが本種であったという。ただし本種と同属の他種、特にL. ramosa の区別は時に困難でもあり、この数字は確実ではない。
感染経路としては、本種の胞子嚢胞子が呼吸器を通じて取り込まれることから始まる。様々な病状、骨髄、固形臓器移植、コントロール不良の糖尿病、白血病などの患者において本種の肺への感染が確認されている。
もう一つの主要な感染の経路は皮膚の、あるいは皮下の感染で、この場合は一般的に過去の外傷的事故や手術による怪我や破損に関わって見られる。つまり傷口に植物質の素材が入り込んだり消毒の不十分な器物が触れたり、といった原因で感染が起きるものと考えられている。
また農夫肺 Farmer's lung disease と言うのは農作業等で藁や穀物などを扱った後にインフルエンザ様の症状が出るもので、この原因は主として Sacharopolyspora rectivirgula と言う細菌類とされているが、菌類の Eurotium amstelodami やワレミア属 Wallemia sebi も原因の要素と考えられ、本種もこれらに合わせて原因の一つとされていたが、どうやら菌類側で関与しているのは本種だけではないかとの報告がある。